# فرانک کریتس
فرانک کریتس (به انگلیسی: Frank Kriz) ژیمناست زادهٔ ۲۶ مارس ۱۸۹۴ میلادی اهل کشور ایالات متحده آمریکا است.